# Panneau (peinture)
Pour les articles homonymes, voir panneau.

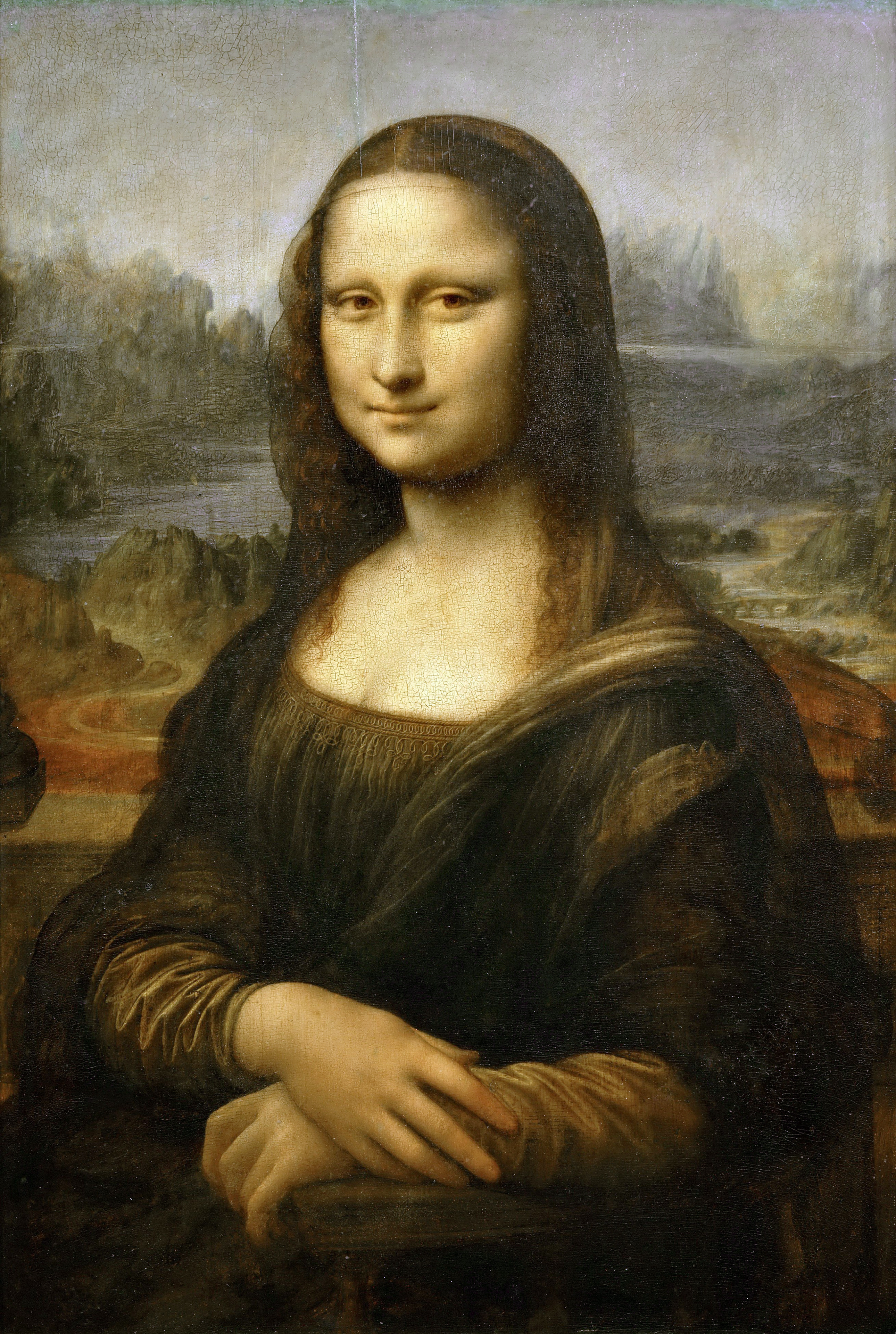
Exemple de peinture sur panneau de bois (un panneau de peuplier), La Joconde de Léonard de Vinci.

Un panneau est un support en bois, pour la peinture d'art. Prépondérant dès l'Antiquité, il est à partir de la Renaissance, remplacé peu à peu par la toile sur châssis.
Pour les icônes, le terme désignant leur support en bois est plus souvent doska.

## Repères historiques

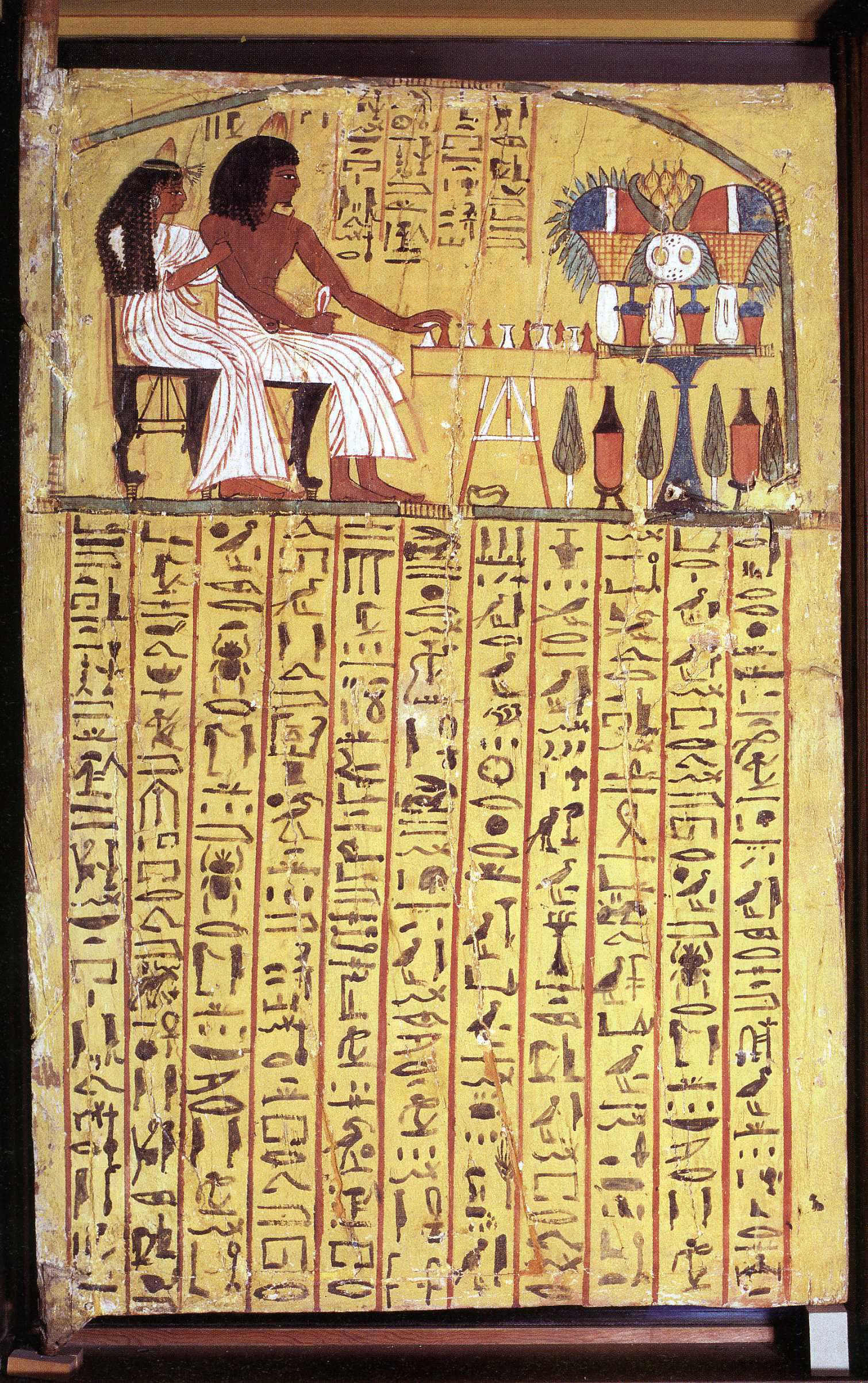
Porte de TT1. Panneau de bois montrant Sennedjem et son épouse jouant au senet. Deir el-Médineh. Règne de Ramsès II. Sycomore enduit et peint.

On peint sur bois depuis l'Égypte antique. Les Égyptiens se servaient de peintures avec des pigments naturels pour décorer leurs tombeaux. La peinture décorative sur bois s'est ensuite déplacée progressivement vers l'Europe, du Sud vers le Nord.
Vers le Moyen Âge, les polyptyques sont peints sur bois, voire certains sur les deux faces (Maestà de Duccio) pour leur déambulation processionnaire.
À la Renaissance artistique, beaucoup d'œuvres sont encore peintes sur panneau de bois comme La Joconde de Léonard de Vinci sur panneau de peuplier, avant l'avènement de la toile de lin sur châssis et surtout de la nouveauté de la peinture à l'huile qui se systématise et qui remplace la tempera moins pérenne. La peinture sur toile rend également le tableau plus transportable que le panneau de bois fragile et lourd.
Il existe cependant des raisons pour lesquelles certains artistes choisissent malgré tout encore de peindre sur panneau de bois. Herman Braun-Vega, par exemple, peint certains de ses tableaux à l'acrylique sur des panneaux d'une épaisseur pouvant aller jusqu'à dix centimètres pour prolonger l'image sur les côtés. Il laisse parfois de larges zones où la texture du bois est apparente. Enfin le panneau de bois lui permet d'inclure dans la composition des moulures traditionnellement réservées au cadre.